# リリス (映画)
『リリス』（Lilith）は、1964年（昭和39年）製作、ロバート・ロッセン監督によるアメリカ合衆国の長篇劇映画である。

## 略歴・概要
ロケーション撮影は、メリーランド州ロックヴィル市内と同市内のチェストナット・ロッジ、同州ポトマック川のグレート・フォールズ、ニューヨーク州のローカスト・ヴァレーなどで行われた。
リリスを演じたジーン・セバーグが、ゴールデングローブ賞最優秀主演女優賞にノミネートされた。セバーグを自らのデビュー作の『勝手にしやがれ』（1958年）のヒロインに選んだジャン＝リュック・ゴダールは、1965年（昭和40年）に『カイエ・デュ・シネマ』で発表したベストテンに本作を選んだ。
日本では劇場公開されなかったが、ソニー・ピクチャーズエンタテインメントが2005年（平成17年）以来、1年おきにDVDを新盤で発売している。

## スタッフ・作品データ
- 監督 : ロバート・ロッセン
- 原作 : J・R・サラマンカ
- 脚本 : ロバート・ロッセン、ロバート・アラン・アーサー
- 撮影監督 : ユージン・シュフタン
- 美術 : リチャード・シルバート
- 装飾 : ジーン・キャラハン
- 録音 : エドワード・ベイヤー
- 編集 : アラム・アヴァキアン
- 音楽 : ケニヨン・ホプキンス
- プロデューサー : ロバート・ロッセン
- 形式 : 白黒映画 - 35ミリフィルム（1.85:1） - モノラル録音
- ジャンル : 長篇劇映画

## キャスト
- ウォーレン・ベイティ - ヴィンセント・ブルース
- ジーン・セバーグ - リリス・アーサー
- ピーター・フォンダ - スティーヴン・エフシェフスキー
- キム・ハンター - ドクター・ベア・ブライス
- アン・ミーチャム - イヴォンヌ・ミーガン夫人
- ジェシカ・ウォルター - ローラ
- ジーン・ハックマン - ノーマン
- ジェームズ・パターソン - ドクター・ラヴリアー
- ロバート・ライリー - ボブ・クレイフィールド

## ストーリー
私立の精神病院を舞台に、訓練中の作業療法士ヴィンセント・ブルース（ウォーレン・ベイティ）が、誘惑的で非常に能力の高い統合失調症の患者リリス・アーサー（ジーン・セバーグ）に危険なほど夢中になってしまう話である。
ヴィンセントがリリスに夢中になっていることに嫉妬した、もうひとりの患者スティーヴン・エフシェフスキー（ピーター・フォンダ）の自殺を巧みに処理したあとに、ヴィンセントは、上司に対し、自分自身に関する精神医学的な救済を願い出るのだった。

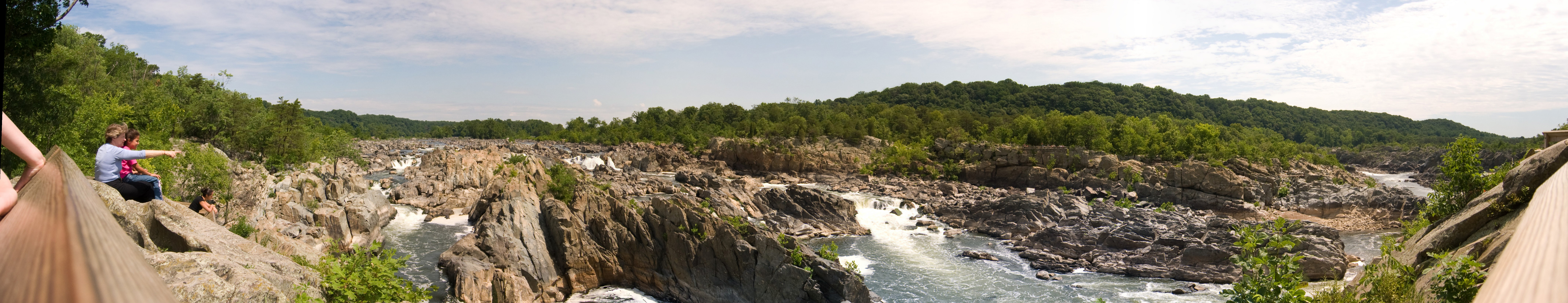
グレート・フォールズ。

## 関連事項
- ロックヴィル （en:Rockville, Maryland）
- チェストナット・ロッジ（en:Chestnut Lodge）
- グレート・フォールズ (ポトマック川) （en:Great Falls (Potomac River)）
- ローカスト・ヴァレー （en:Locust Valley, New York）

## 関連書籍
- J. R. Salamanca, Lilith, Welcome Rain, 2000年4月1日 ISBN 156649124X